# Elektra (groupe)
Pour les articles homonymes, voir Elektra.
Ne doit pas être confondu avec la chanteuse belge Eline De Munck, aussi connue sous le nom de scène Ellektra
Elektra est un groupe de pop rock féminin islandais, originaire de Reykjavik. Il se compose de cinq filles dont la chanteuse principale est Nana Alfreds.

## Biographie
En février 2009, elles participent au sélection nationale pour le Concours Eurovision de la chanson avec le morceau Got no Love et terminent troisième. Leur manager est Valgeir Magnússon.
Le morceau Got no Love est classé numéro un au hit-parade islandais en 2009[réf. nécessaire].
En 2010 sort le clip I Don't Do Boys. Ici, les cinq membres du groupe s'invitent à une soirée entre filles et imposent le Jeu de la bouteille en utilisant une bière Corona pour désigner qui il faut embrasser.

## Membres
- Nana - chant, guitare (Nana Alfreds / Guðrún Lára Alfreðsdóttir)
- Brynhildur - guitare, chant (Brynhildur Oddsdóttir)
- Eva - basse, chant (Eva Rut / Evanowidz Rutskí)
- Linda - clavier, chant (Guðbjörg Linda Hartmannsdóttir)
- Dísa - batterie (Dísa Hreiðarsdóttir)

## Discographie

### Albums studio
- 2009 : Sísí
- 2010 : Cobra on Heels

### Singles
- Got no Love
- Sísí (Fríkar út)
- I Don't Do Boys
- Komdu Aftur
- Got no Love
- Cobra on Heels

### Clips
- I Don't Do Boys (2010)[2]